# Dirka po Italiji 1951
Dirka po Italiji 1951 (italijansko Giro d'Italia 1951) je 34. izvedba dirke po Italiji, tritedenske moške cestne kolesarske etapne dirke. Začela se je 19. maja v Milanu in končala 10. junija v Milanu. Sodelovalo je 98 kolesarjev iz 14-ih ekip. Rožnato majico je drugič osvojil Fiorenzo Magni (Ganna–Ursus), drugo mesto Rik Van Steenbergen (Girardengo), tretje pa Ferdinand Kübler (Fréjus–Ursus).

## Ekipe
- Arbos
- Atala
- Bartali
- Benotto
- Bianchi–Pirelli
- Bottecchia
- Fréjus–Ursus
- Girardengo
- Ganna–Ursus
- Guerra–Ursus
- Legnano–Pirelli
- Stucchi–Ursus
- Taurea
- Wilier Triestina

## Etape
| Etapa | Datum     | Štart/Cilj                       | Razdalja    | Tip         | Tip                  | Zmagovalec                |             |
| ----- | --------- | -------------------------------- | ----------- | ----------- | -------------------- | ------------------------- | ----------- |
| 1     | 19. maj   | Milano – Torino                  | 202 km      |             | ravninska etapa      | Rik Van Steenbergen (BEL) |             |
| 2     | 20. maj   | Torino – Alassio                 | 202 km      |             | gorska etapa         | Antonio Bevilacqua (ITA)  |             |
| 3     | 21. maj   | Alassio – Genova                 | 252 km      |             | gorska etapa         | Rodolfo Falzoni (ITA)     |             |
| 4     | 22. maj   | Genova – Firence                 | 265 km      |             | gorska etapa         | Guido De Santi (ITA)      |             |
| 5     | 23. maj   | Firence – Perugia                | 192 km      |             | ravninska etapa      | Pietro Giudici (ITA)      |             |
|       | 24. maj   | dan počitka                      | dan počitka | dan počitka | dan počitka          | dan počitka               | dan počitka |
| 6     | 25. maj   | Perugia – Terni                  | 81 km       |             | posamični kronometer | Fausto Coppi (ITA)        |             |
| 7     | 26. maj   | Terni – Rim                      | 290 km      |             | gorska etapa         | Angelo Menon (ITA)        |             |
| 8     | 27. maj   | Rim – Neapelj                    | 234 km      |             | ravninska etapa      | Luigi Casola (ITA)        |             |
| 9     | 28. maj   | Neapelj – Foggia                 | 181 km      |             | gorska etapa         | Giovanni Corrieri (ITA)   |             |
| 10    | 29. maj   | Foggia – Pescara                 | 311 km      |             | gorska etapa         | Giuseppe Minardi (ITA)    |             |
|       | 30. maj   | dan počitka                      | dan počitka | dan počitka | dan počitka          | dan počitka               | dan počitka |
| 11    | 31. maj   | Pescara – Rimini                 | 246 km      |             | ravninska etapa      | Serafino Biagioni (ITA)   |             |
| 12    | 1. junij  | Rimini – San Marino (San Marino) | 24 km       |             | posamični kronometer | Giancarlo Astrua (ITA)    |             |
| 13    | 2. junij  | Rimini – Bologna                 | 249 km      |             | ravninska etapa      | Luciano Maggini (ITA)     |             |
| 14    | 3. junij  | Bologna – Brescia                | 220 km      |             | ravninska etapa      | Adolfo Leoni (ITA)        |             |
| 15    | 4. junij  | Brescia – Benetke                | 188 km      |             | ravninska etapa      | Rik Van Steenbergen (BEL) |             |
| 16    | 5. junij  | Benetke – Trst                   | 182 km      |             | ravninska etapa      | Luciano Frosini (ITA)     |             |
|       | 6. junij  | dan počitka                      | dan počitka | dan počitka | dan počitka          | dan počitka               | dan počitka |
| 17    | 7. junij  | Trst – Cortina d'Ampezzo         | 255 km      |             | gorska etapa         | Louison Bobet (FRA)       |             |
| 18    | 8. junij  | Cortina d'Ampezzo – Bolzano      | 242 km      |             | gorska etapa         | Fausto Coppi (ITA)        |             |
| 19    | 9. junij  | Bolzano – St. Moritz (Švica)     | 166 km      |             | gorska etapa         | Hugo Koblet (SUI)         |             |
| 20    | 10. junij | St. Moritz (Švica) – Milano      | 172 km      |             | ravninska etapa      | Antonio Bevilacqua (ITA)  |             |
|       | Skupaj    | Skupaj                           | 4153 km     | 4153 km     | 4153 km              | 4153 km                   | 4153 km     |

## Razvrstitev po klasifikacijah
| Etapa  | Zmagovalec          | Rožnata majica ·    | Najboljši tuji kolesar · | Najboljši neodvisni kolesar · | Gorski seštevek                     | Črna majica (zadnji) · | Ekipno          |
| ------ | ------------------- | ------------------- | ------------------------ | ----------------------------- | ----------------------------------- | ---------------------- | --------------- |
| 1      | Rik Van Steenbergen | Rik Van Steenbergen | Rik Van Steenbergen      | Luciano Frosini               | brez                                | ?                      | ?               |
| 2      | Antonio Bevilacqua  | Fiorenzo Magni      | Raymond Impanis          | Silvio Pedroni                | Antonio Bevilacqua                  | Marcel Dupont          | ?               |
| 3      | Rodolfo Falzoni     | Fiorenzo Magni      | Rik Van Steenbergen      | Silvio Pedroni                | Antonio Bevilacqua in Luciano Pezzi | Marcel Dupont          | Girardengo      |
| 4      | Guido De Santi      | Fiorenzo Magni      | Rik Van Steenbergen      | Silvio Pedroni                | Alfredo Pasotti                     | Marcel Dupont          | Legnano–Pirelli |
| 5      | Pietro Giudici      | Fritz Schär         | Fritz Schär              | Silvio Pedroni                | Alfredo Pasotti                     | Marcel Dupont          | Atala           |
| 6      | Fausto Coppi        | Fritz Schär         | Fritz Schär              | Elio Brasola                  | Alfredo Pasotti                     | Marcel Dupont          | Fréjus–Ursus    |
| 7      | Angelo Menon        | Rik Van Steenbergen | Rik Van Steenbergen      | Elio Brasola                  | Alfredo Pasotti                     | Marcel Dupont          | ?               |
| 8      | Luigi Casola        | Fiorenzo Magni      | Ferdinand Kübler         | Donato Zampini                | Alfredo Pasotti                     | Marcel Dupont          | ?               |
| 9      | Giovanni Corrieri   | Fiorenzo Magni      | Ferdinand Kübler         | Donato Zampini                | Alfredo Pasotti                     | Bartello Bof           | Fréjus–Ursus    |
| 10     | Giuseppe Minardi    | Fiorenzo Magni      | Ferdinand Kübler         | Donato Zampini                | Alfredo Pasotti                     | Giovanni Pinarello     | Fréjus–Ursus    |
| 11     | Serafino Biagioni   | Fiorenzo Magni      | Ferdinand Kübler         | Donato Zampini                | Alfredo Pasotti                     | Martin Metzger         |                 |
| 12     | Giancarlo Astrua    | Giancarlo Astrua    | Ferdinand Kübler         | Donato Zampini                | Alfredo Pasotti                     | Martin Metzger         |                 |
| 13     | Luciano Maggini     | Rik Van Steenbergen | Rik Van Steenbergen      | Donato Zampini                | Alfredo Pasotti                     | Martin Metzger         |                 |
| 14     | Adolfo Leoni        | Rik Van Steenbergen | Rik Van Steenbergen      | Donato Zampini                | Alfredo Pasotti                     | Martin Metzger         | ?               |
| 15     | Rik Van Steenbergen | Rik Van Steenbergen | Rik Van Steenbergen      | Donato Zampini                | Alfredo Pasotti                     | Martin Metzger         | ?               |
| 16     | Luciano Frosini     | Rik Van Steenbergen | Rik Van Steenbergen      | Arrigo Padovan                | Alfredo Pasotti                     | Martin Metzger         | Fréjus–Ursus    |
| 17     | Louison Bobet       | Rik Van Steenbergen | Rik Van Steenbergen      | Arrigo Padovan                | Alfredo Pasotti                     | Martin Metzger         | Fréjus–Ursus    |
| 18     | Fausto Coppi        | Fiorenzo Magni      | Rik Van Steenbergen      | Elio Brasola                  | Louison Bobet                       | Martin Metzger         |                 |
| 19     | Hugo Koblet         | Fiorenzo Magni      | Rik Van Steenbergen      | Arrigo Padovan                | Louison Bobet                       | ?                      |                 |
| 20     | Antonio Bevilacqua  | Fiorenzo Magni      | Rik Van Steenbergen      | Arrigo Padovan                | Louison Bobet                       | Giovanni Pinarello     |                 |
| Skupaj | Skupaj              | Fiorenzo Magni      | Rik Van Steenbergen      | Arrigo Padovan                | Louison Bobet                       | Giovanni Pinarello     | Taurea          |

## Končna razvrstitev
| Legenda | Legenda                                              | Legenda | Legenda                                                   |
| ------- | ---------------------------------------------------- | ------- | --------------------------------------------------------- |
|         | Predstavlja vodilnega v skupnem seštevku             |         | Predstavlja vodilnega v razvrstitvi neodvisnih kolesarjev |
|         | Predstavlja vodilnega v razvrstitvi tujih kolesarjev |         |                                                           |

### Rožnata majica
| Poz. | Kolesar                   | Ekipa           | Čas          |
| ---- | ------------------------- | --------------- | ------------ |
| 1    | Fiorenzo Magni (ITA)      | Ganna–Ursus     | 121h 11' 37" |
| 2    | Rik Van Steenbergen (BEL) | Girardengo      | + 1' 46"     |
| 3    | Ferdinand Kübler (SUI)    | Fréjus–Ursus    | + 2' 36"     |
| 4    | Fausto Coppi (ITA)        | Bianchi–Pirelli | + 4' 04"     |
| 5    | Giancarlo Astrua (ITA)    | Taurea          | + 4' 07"     |
| 6    | Hugo Koblet (SUI)         | Guerra–Ursus    | + 6' 05"     |
| 7    | Louison Bobet (FRA)       | Bottecchia      | + 13' 07"    |
| 8    | Arrigo Padovan (ITA)      | Atala           | + 14' 41"    |
| 9    | Vincenzo Rossello (ITA)   | Taurea          | + 14' 49"    |
| 10   | Gino Bartali (ITA)        | Bartali         | + 21' 12"    |

### Neodvisni kolesarji
| Poz. | Kolesar                 | Čas          |
| ---- | ----------------------- | ------------ |
| 1    | Arrigo Padovan (ITA)    | 121h 26' 18" |
| 2    | Elio Brasola (ITA)      | + 10' 51"    |
| 3    | Bruno Pasquini (ITA)    | + 13' 50"    |
| 4    | Bruno Pontisso (ITA)    | + 16' 18"    |
| 5    | Donato Zampini (ITA)    | + 18' 25"    |
| 6    | Dino Rossi (ITA)        | + 19' 09"    |
| 7    | Rinaldo Moresco (ITA)   | + 24' 25"    |
| 8    | Vittorio Rossello (ITA) | + 24' 10"    |
| 9    | Pietro Guidici (ITA)    | + 33' 57"    |
| 10   | Ugo Fondelli (ITA)      | + 39' 01"    |

### Tuji kolesarji
| Poz. | Kolesar                   | Ekipa        | Čas          |
| ---- | ------------------------- | ------------ | ------------ |
| 1    | Rik Van Steenbergen (BEL) | Girardengo   | 121h 13' 23" |
| 2    | Ferdinand Kübler (SUI)    | Fréjus–Ursus | + 50"        |
| 3    | Hugo Koblet (SUI)         | Guerra–Ursus | + 4' 19"     |
| 4    | Louison Bobet (FRA)       | Bottecchia   | + 7' 19"     |

### Gorski seštevek
| Poz. | Kolesar               | Ekipa            | Točke |
| ---- | --------------------- | ---------------- | ----- |
| 1    | Louis Bobet (FRA)     | Bottecchia       | 29    |
| 2    | Fausto Coppi (ITA)    | Bianchi–Pirelli  | 27    |
| 3    | Alfredo Pasotti (ITA) | Wilier Triestina | 19    |
| 4    | Gino Bartali (ITA)    | Bartali          | 17    |
| 5    | Giovanni Roma (ITA)   | Bottecchia       | 12    |

### Ekipna razvrstitev
| Poz. | Ekipa  | Točke |
| ---- | ------ | ----- |
| 1    | Taurea | ?     |